# 5291 Yuuko
5291 Yuuko eller 1990 YT är en asteroid i huvudbältet som upptäcktes den 20 december 1990 av de båda japanska astronomerna Kazuro Watanabe och Masanori Matsuyama vid Kushiro-observatoriet. Den är uppkallad efter Yuuko Matsuyama, fru till en av upptäckarna.
Asteroiden har en diameter på ungefär 5 kilometer och den tillhör asteroidgruppen Nysa.